# 数学形态学
数学形态学（Mathematical morphology） 是一门建立在格论和拓扑学基础之上的图像分析学科，是数学形态学图像处理的基本理论。其基本的运算包括：腐蚀和膨胀、开运算和闭运算、骨架抽取、极限腐蚀、击中击不中变换、形态学梯度、Top-hat变换、颗粒分析、流域变换等。

## 二值形态学
在二值形态学中，一个图案被看做是 {\displaystyle n} 维欧几里得空间 {\displaystyle \mathbb {R} ^{n}} 或网格 {\displaystyle \mathbb {Z} ^{n}}的子集。

### 结构元素
在二值结构学中，结构元素为一个二值影像，作为分析影像时使用的「探针」，代表当处理影像上的某点时、要取出周围的哪些点进行运算。
以下是几个常用的结构元素(将原图写作A、结构元素写作B)：
- 待处理影像为二维类比影像 {\displaystyle A\in E=\mathbb {R} ^{2}}，使用的结构元素B为一以原点为圆心、半径为r的圆盘。
- 待处理影像为二维类比影像 {\displaystyle A\in E=\mathbb {R} ^{2}}，使用的结构元素B为一以原点为中心的3x3方形。
- 待处理影像为二维类比影像 {\displaystyle A\in E=\mathbb {R} ^{2}}，使用的结构元素B为一以原点为中心的十字形，或写作{\displaystyle B=\{(-1,0),(0,-1),(0,0),(0,1),(1,0)\}}。

### 基础运算子
二值形态学的基础运算子为具平移对称性的、与闵可夫斯基和直接相关的运算子。基础运算子包含膨胀、腐蚀，以及由前两者组合而成的开运算、闭运算。

#### 膨胀
膨胀(Dilation)的定义为「位於某个点的探针(结构元素)是否有探测到物件？」一个影像A经过结构元素B膨胀後的结果可写为：
{\displaystyle A\oplus B=\{x|B_{x}\cap A\neq \emptyset \}}.
其中{\displaystyle B_{x}=\{x+b|b\in B\}}，代表结构元素平移x後的点集合，b是图像B的元素的坐标。
另外也可写为：
{\displaystyle A\oplus B=\bigcup _{b\in B}A_{-b}}.
同上，其中{\displaystyle A_{-b}}是指二值影像A经过平移-b後新的点集合。

#### 腐蚀
腐蚀(Erosion)的定义为「位於某个点的探针(结构元素)是否全都有探测到物件？」一个影像A经过结构元素B腐蚀後的结果可写为：
{\displaystyle A\ominus B=\{x|B_{x}\subseteq A\}=\bigcap _{b\in B}A_{-b}}.

#### 开运算、闭运算
开运算(Opening)与闭运算(Closing)是使用相同结构函数的腐蚀与膨胀的组合：
开运算为先腐蚀再膨胀，
{\displaystyle A\circ B=(A\ominus B)\oplus B}.
闭运算为先膨胀再腐蚀
{\displaystyle A\bullet B=(A\oplus B)\ominus B}.

## 基础运算子的性质
- 所有的运算子具有平移对称性（英语：Translational_symmetry）
- 所有的运算子都是递增的，例：如果 {\displaystyle A\subseteq C}，则 {\displaystyle A\oplus B\subseteq C\oplus B} 且 {\displaystyle A\ominus B\subseteq C\ominus B}
- 膨胀具有交换律，例：{\displaystyle A\oplus B=B\oplus A}
- 膨胀具有结合律，例：{\displaystyle (A\oplus B)\oplus C=A\oplus (B\oplus C)}；另外腐蚀则为 {\displaystyle (A\ominus B)\ominus C=A\ominus (B\oplus C)}
- 如果B包含原点(0,0)，则有 {\displaystyle A\ominus B\subseteq A\circ B\subseteq A\subseteq A\bullet B\subseteq A\oplus B}
- 膨胀与腐蚀间的关系为：{\displaystyle A\oplus B=(A^{c}\ominus B^{s})^{c}}，上标{\displaystyle ^{c}}代表补集，上标{\displaystyle ^{s}}代表对原点的点对称集合。
- 开运算与闭运算间的关系为：{\displaystyle A\bullet B=(A^{c}\circ B^{s})^{c}}
- 膨胀对联集有分配律，例：{\displaystyle A\oplus (B\cup C)=(A\oplus B)\cup (A\oplus C)}；腐蚀对交集有分配律，例：{\displaystyle A\ominus (B\cap C)=(A\ominus B)\cap (A\ominus C)}
- 膨胀与腐蚀为彼此的广义逆运算：{\displaystyle A\subseteq (C\ominus B)} 若且为若 {\displaystyle (A\oplus B)\subseteq C}
- 开运算与闭运算是冪等的：{\displaystyle (A\bullet B)\bullet B=A\bullet B}

## 历史
数学形态学诞生于1964年，由当时国立巴黎高等矿业学校的马瑟荣（G. Matheron）和赛拉（J. Serra）两人共同奠定了其理论基础。1968年4月法国枫丹白露数学形态学研究中心成立，巴黎矿业学院为中心提供了研究基地。
20世纪数学形态学的发展过程可大致分为：
- 60年代的孕育和形成期
- 70年代的充实和发展期
- 80年代的成熟和对外开放期
- 90年代至今的扩展期